# Sobór Fiodorowskiej Ikony Matki Bożej w Petersburgu

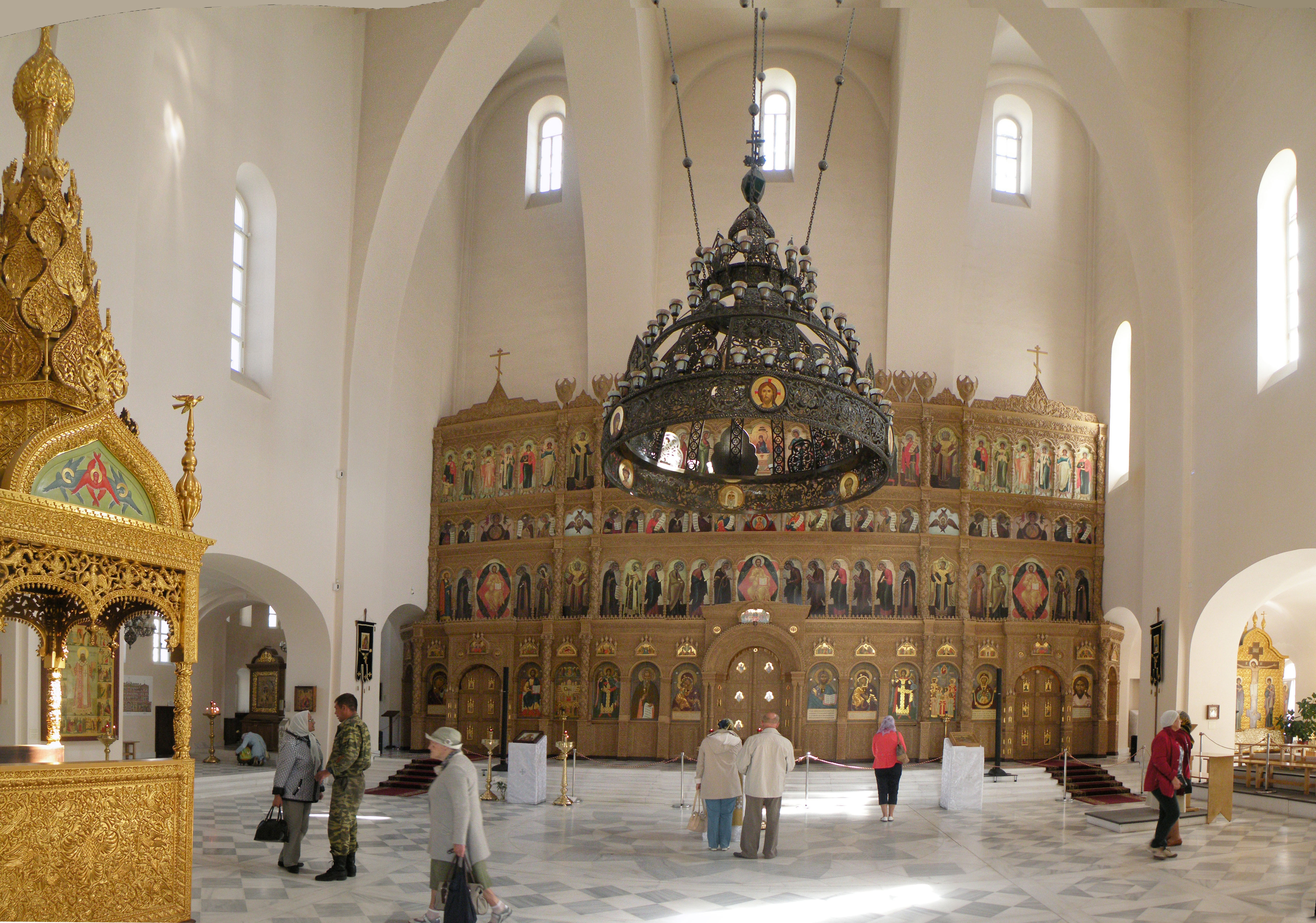
Ikonostas

Sobór Fiodorowskiej Ikony Matki Bożej, także: sobór Fiodorowskiej Ikony Matki Bożej, św. Michała Maleina i św. Aleksandra Newskiego – prawosławny sobór, wzniesiony w Petersburgu dla uczczenia 300. rocznicy panowania Romanowów w Rosji. Zamknięty dla kultu w 1932 i zdewastowany w kolejnych latach, został odbudowany w XXI w. i poświęcony powtórnie w 2013.

## Historia
Cerkiew Fiodorowskiej Ikony Matki Bożej powstała w latach 1909–1913 w ramach ogólnorosyjskich obchodów 300. rocznicy objęcia tronu rosyjskiego przez dynastię Romanowów. Komisją nadzorującą budowę świątyni kierował wielki książę Michał Aleksandrowicz Romanow. Świątynią administrowały mniszki z monasteru Fiodorowskiej Ikony Matki Bożej w Gorodku, gdyż przy cerkwi powstała placówka filialna tegoż klasztoru. Autorem projektu soboru był Stiepan Kriczinski.
Budowla została poświęcona w 1914 w obecności cara Mikołaja II i jego żony Aleksandry. Już cztery lata później, po rewolucji październikowej, sobór stracił status monasterskiej placówki filialnej i stał się zwykłą świątynią parafialną. Pozostawał czynny do 1932, gdy proboszcz miejscowej parafii archimandryta Lew oraz grupa parafian została aresztowana pod zarzutami działalności kontrrewolucyjnej i agitacji antyradzieckiej. Cerkiew odebrano wiernym i zaadaptowano na fabrykę mleka. Budowla została przebudowana na potrzeby zakładu – zniszczono kopuły, wewnątrz wprowadzono podział na piętra, dobudowano nowe pomieszczenia służące produkcji, zniszczono dzwony z imionami członków rodziny carskiej.
Rosyjski Kościół Prawosławny ostatecznie odzyskał świątynię w 2005 (formalnie parafia Fiodorowskiej Ikony Matki Bożej istniała od 1992). W latach 2007–2013 miał miejsce jej kompleksowy remont, współfinansowany przez państwo (z uwagi na status zabytku, jaki posiada budowla) i prywatnych sponsorów. Odbudowaną cerkiew poświęcił 14 września 2013 patriarcha moskiewski i całej Rusi Cyryl.
W budynku soboru znajdują się dwie świątynie: górna i dolna. Cały obiekt wzniesiony jest w stylu bizantyjsko-rosyjskim. Patronami górnej cerkwi są Fiodorowska Ikona Matki Bożej, uważana za opiekunkę rodu Romanowów, oraz patron cara Michała I, święty mnich Michał Malein. Pierwotnie w soborze funkcjonowały także ołtarze św. św. Mikołaja i Aleksandry (patronów Mikołaja II i jego małżonki Aleksandry Fiodorowny), św. Michała Twerskiego oraz św. Aleksego Moskiewskiego. Po odbudowie jeden z bocznych ołtarzy soboru poświęcono Świętym Nowomęczennikom i Wyznawcom Cerkwi Rosyjskiej, zaś drugi – Świętym Cierpiętnikom Carskim. Na patronów cerkwi dolnej wybrano patronów cara Aleksandra III i jego żony Marii Fiodorowny – św. Aleksandra Newskiego i św. Marię Magdalenę.